# Lista fuziunilor și achizițiilor făcute de Microsoft
Microsoft este o corporație multinațională publică americană cu sediul în Redmond , Washington, Statele Unite ale Americii; ea dezvoltă, produce, licențează și sprijină o gamă largă de produse și servicii predominant legate de computing prin diferitele sale divizii.   
Înființată la 4 aprilie 1975 pentru a dezvolta și a vinde interpreți BASIC pentru Altair 8800, Microsoft a crescut până la a domina piața sistemelor de operare ale computerelor domestice (PC) cu MS-DOS la mijlocul anilor 1980, urmată de linia de sisteme de operare Microsoft Windows. Microsoft a ajuns, de asemenea, să domine piața de office-uri cu Microsoft Office. Compania s-a diversificat în ultimii ani în industria jocurilor video cu Xbox, Xbox 360 și Xbox One, precum și pe piața de servicii electronice de consum și servicii digitale cu Zune, MSN și Windows Phone OS. 
Oferta publică inițială a companiei a avut loc pe 14 martie 1986. Acțiunile, care în cele din urmă s-au închis la 27,75 dolari pe acțiune, au atins un maxim de 29,25 dolari pe acțiune la scurt timp după deschiderea pieței pentru tranzacționare. După ofertă, Microsoft a avut o capitalizare de piață de 519.777 milioane dolari.   Microsoft a achiziționat ulterior 217 companii, a cumpărat participații în 64 de companii și a făcut 25 de cesiuni. Dintre companiile pe care Microsoft le-a achiziționat, 107 au avut sediul în Statele Unite. Microsoft nu a oferit detalii financiare pentru majoritatea acestor fuziuni și achiziții. 
Începând cu prima achiziție făcută în 1987, Microsoft a cumpărat, în medie, șase companii pe an. Compania a achiziționat mai mult de zece companii pe an între 2005 și 2008 și a achiziționat 18 firme în 2006, cel mai mult într-un an, inclusiv Onfolio, Lionhead Studios, Massive Incorporated, ProClarity, Winternals Software și Colloquis. Microsoft a făcut zece achiziții în valoare de peste un miliard de dolari: Skype (2011), Quantive (2007), Fast Search &amp; Transfer (2008), Navision (2002), Visio Corporation (2000), Yammer (2012), Nokia (2013), Mojang (2014), LinkedIn (2016) și GitHub (2018). 
De asemenea, Microsoft a achiziționat mai multe participații evaluate la peste un miliard de dolari. A obținut o participație de 11,5% în Comcast pentru 1 miliard de dolari, o participație de 22,98% în Telewest pentru 2.263 miliarde de dolari și o cotă de 3% în AT & T pentru 5 miliarde de dolari. Dintre diviziile Microsoft, în care anumite părți ale companiei sunt vândute unei alte companii, doar Grupul Expedia a fost vândut pentru mai mult de un miliard de dolari;  au achiziționat compania în data de 5 februarie 2002 pentru 1.372 miliarde de dolari. 

## Achiziții cheie
Prima achiziție a Microsoft a fost luată în considerare la 30 iulie 1987. Anterior fusese fondat în 1983 și dezvoltat un program de prezentare care mai târziu a fost cunoscut sub numele de Microsoft PowerPoint. 
La data de 31 decembrie 1997, Microsoft a achiziționat Hotmail.com pentru 500 de milioane de dolari, cea mai mare achiziție la acea dată, și a integrat Hotmail în grupul său de servicii MSN.   Hotmail, un serviciu gratuit de webmail înființat în 1996 de către Jack Smith și Sabeer Bhatia  avea mai mult de 8,5 milioane de abonați la începutul acelei luni. 
Microsoft a achiziționat Visio Corporation din Seattle pe data de 7 ianuarie 2000 pentru 1.375 miliarde de dolari. Visio, o companie de software, a fost înființată în 1990 ca Axon Corporation și a avut oferta publică inițială în noiembrie 1995.   Compania a dezvoltat software-ul pentru aplicații de diagramă, Visio, care a fost integrat în linia de produse Microsoft ca Microsoft Visio. 
Pe 12 iulie 2002, Microsoft a achiziționat Navision pentru 1,33 miliarde de dolari. Compania, care a dezvoltat tehnologia pentru software-ul de planificare a resurselor întreprinderii, Microsoft Dynamics NAV, a fost integrată în Microsoft ca o nouă divizie numită Microsoft Business Solutions,  redenumită ulterior la Microsoft Dynamics. 
Microsoft a achiziționat compania aQuantive, o companie de publicitate, în data de 13 august 2007, pentru 6,333 miliarde de dolari. Înainte de achiziție, aQuantive a fost clasat pe locul 14 în ceea ce privește veniturile agențiilor de publicitate din întreaga lume. aQuantive a avut trei filiale la momentul achiziției: Avenue A / Razorfish, una dintre cele mai mari agenții digitale din lume,  Atlas Solutions și DRIVE Performance Solutions. 
Microsoft a achiziționat compania norvegiană de căutare pentru companii Fast Search &amp; Transfer pe 25 aprilie 2008 pentru 1.191 miliarde de dolari pentru a-și intensifica tehnologia de căutare. 
Pe 10 mai 2011, Microsoft a anunțat achiziționarea Skype Technologies, creatorul serviciului VoIP Skype, pentru 8,5 miliarde de dolari.  Cu o valoare de 32 de ori mai mare decât profiturile operaționale ale Skype, acordul a fost cea mai mare achiziție a Microsoft la vremea respectivă.  Skype ar deveni o divizie în cadrul Microsoft, cu fostul CEO Tony Bates, pe atunci primul președinte al diviziei, trecut ca un CEO al Microsoft.
La 2 septembrie 2013, Microsoft și-a anunțat intenția de a achiziționa divizia de mobile hardware al Nokia (care a stabilit un parteneriat pe termen lung cu Microsoft pentru a produce smartphone-uri construite de platforma Windows Phone)într-o tranzacție în valoare de 3,79 miliarde de euro, alături de alte 1,65 miliarde de euro pentru licențierea portofoliului de brevete al Nokia. Steve Ballmer a considerat achiziția ca fiind un "pas îndrăzneț în viitor" pentru ambele companii, în primul rând ca rezultat al colaborărilor recente. Achiziționarea, programată să se încheie la începutul anului 2014 până la aprobarea autorității de reglementare, nu a inclus serviciul de cartografiere Here sau divizia de infrastructură Nokia Solutions and Networks, care a fost reținută de Nokia.  
La data de 13 iunie 2016, Microsoft a anunțat că intenționează să achiziționeze site-ul LinkedIn pentru suma de 26,2 miliarde de dolari, care a fost finalizată până la sfârșitul anului 2016.  Achiziția a păstrat LinkedIn ca marcă distinctă și pe actualul CEO, Jeff Weiner.  Achiziția a fost finalizată la 8 decembrie 2016. 
Pe 4 iunie 2018, Microsoft a achiziționat site-ul popular de coduri de stocare GitHub pentru 7,5 miliarde de dolari în stoc Microsoft. 

## Cesionări
| Data               | Cumpărător                               | Compania țintă                                                | Afacerea vizată                         | Țara cumpărătorului        | Valoare (USD)  | Referințe |
| ------------------ | ---------------------------------------- | ------------------------------------------------------------- | --------------------------------------- | -------------------------- | -------------- | --------- |
| 31 martie 1989     | Steve Ballmer                            | Microsoft                                                     | Wholesale computer software             | Statele Unite ale Americii | 46.200.000     | [ 23 ]    |
| 17 iunie 1992      | Microsoft                                | Microsoft                                                     | Wholesale computer software             | Statele Unite ale Americii | 63.750.000     | [ 24 ]    |
| 6 iulie 1994       | Microsoft                                | Microsoft                                                     | Wholesale computer software             | Statele Unite ale Americii | 348.000.000    | [ 25 ]    |
| 22 decembrie 1994  | TCI Technology Ventures                  | MSN                                                           | Internet service provider               | Statele Unite ale Americii | 125.000.000    | [ 26 ]    |
| 15 noiembrie 1996  | Microsoft                                | MSN                                                           | Internet service provider               | Statele Unite ale Americii | 125.000.000    | [ 27 ]    |
| 19 decembrie 1996  | Proginet                                 | TransAccess                                                   | Software                                | Statele Unite ale Americii | 1.740.000      | [ 28 ]    |
| 3 august 1998      | Avid Technology                          | Softimage                                                     | 3-D visualization software              | Canada                     | 284.295.000    | [ 29 ]    |
| 21 septembrie 1999 | Ticketmaster Online-CitySearch           | MSN Sidewalk                                                  | Internet city guide                     | Statele Unite ale Americii | 340.000.000    | [ 30 ]    |
| 24 februarie 2000  | Electronic Arts                          | DreamWorks Interactive                                        | Video games                             | Statele Unite ale Americii | —              | [ 31 ]    |
| 10 august 2000     | Envoy Communications                     | Sage Information Consultants                                  | Consulting                              | Canada                     | 23.730.000     | [ 32 ]    |
| 1 septembrie 2000  | Jupiter Telecommunications               | Titus Communications                                          | Cable television                        | Japonia                    | —              | [ 33 ]    |
| 31 decembrie 2000  | Technology Crossover Ventures            | Expedia, Inc.                                                 | Online travel                           | Statele Unite ale Americii | 50.000.000     | [ 34 ]    |
| 26 iunie 2001      | CNBC                                     | MSN MoneyCentral                                              | Financial information                   | Statele Unite ale Americii | —              | [ 35 ]    |
| 5 februarie 2002   | USA Networks                             | Expedia, Inc.                                                 | Online travel                           | Statele Unite ale Americii | 1.372.000.000  | [ 36 ]    |
| 26 iulie 2002      | Liberty Media                            | Chofu CATV                                                    | Cable television                        | Japonia                    | 16.000.000     | [ 37 ]    |
| 12 august 2002     | Agency.com                               | KPE Inc-Certain Assets                                        | —                                       | Statele Unite ale Americii | —              | [ 38 ]    |
| 22 februarie 2003  | The Reynolds and Reynolds Company        | MSN Autos-Dealerpoint Business                                | Online auto retail                      | Statele Unite ale Americii | —              | [ 39 ]    |
| 29 mai 2003        | Telewest 22.98%                          | IDT                                                           | —                                       | Regatul Unit               | 5.000.000      | [ 40 ]    |
| 31 octombrie 2003  | Perri Croshaw                            | HWW Ltd-Women's Money Magazine                                | Magazines                               | Australia                  | —              | [ 41 ]    |
| 4 noiembrie 2003   | Northgate Information Solutions          | PWA Group                                                     | Software                                | Regatul Unit               | 7.052.000      | [ 42 ]    |
| 14 ianuarie 2005   | The Washington Post Company              | Slate                                                         | Online magazine                         | Statele Unite ale Americii | —              | [ 43 ]    |
| 28 februarie 2005  | Ubisoft Entertainment                    | Microsoft Games- Sports Games                                 | Video games                             | Statele Unite ale Americii | —              | [ 44 ]    |
| 17 august 2006     | Microsoft                                | Microsoft                                                     | Wholesale computer software             | Statele Unite ale Americii | 20.000.000.000 | [ 45 ]    |
| 11 mai 2007        | MacDonald Dettwiler                      | Vexcel Canada                                                 | Mapping software                        | Statele Unite ale Americii | —              | [ 46 ]    |
| 22 septembrie 2008 | Microsoft                                | Microsoft                                                     | Wholesale computer software             | Statele Unite ale Americii | 36.200.000.000 | [ 47 ]    |
| 25 mai 2010        | Phase One                                | Expression Media                                              | Digital media asset management software | Danemarca                  | —              | [ 48 ]    |
| 16 octombrie 2011  | Orion Health Asia Pacific of New Zealand | Microsoft-HIS Software (Hospital Information System Software) | Hospital Information Systems            | Noua Zeelandă              | —              | [ 49 ]    |
| 19 martie 2012     | LeGuide.com SA                           | Ciao GmbH                                                     | Provider of online shopping services    | Franța                     | —              | [ 50 ]    |
| 5 septembrie 2013  | Ericsson                                 | Microsoft Mediaroom                                           | End-to-end video platform               | Suedia                     | —              | [ 51 ]    |
| 18 decembrie 2014  | Line Corporation (Naver)                 | MixRadio                                                      | Online music streaming                  | Japonia                    | —              | [ 52 ]    |
| 30 iunie 2015      | Uber                                     | Street-mapping data                                           | Online maps                             | Statele Unite ale Americii | —              | [ 53 ]    |
| 30 iunie 2015      | AOL (Verizon)                            | Display ads                                                   | Online advertising                      | Statele Unite ale Americii | —              | [ 54 ]    |